# Michail Michailowitsch Bachtin

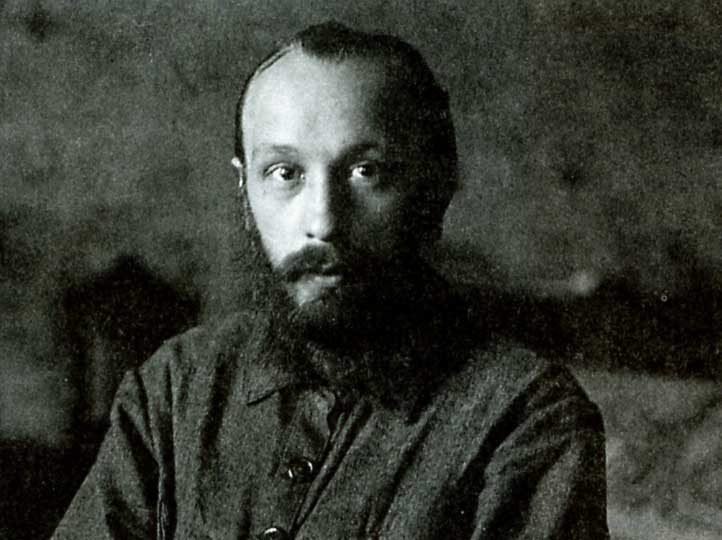
Michail Bachtin 1920

Michail Michailowitsch Bachtin (russisch Михаил Михайлович Бахтин; wiss. Transliteration Michail Michajlovič Bachtin; Betonung: Bachtín;* 5. Novemberjul. / 17. November 1895greg. in Orjol; † 7. März 1975 in Moskau) war ein russischer Literaturwissenschaftler und Kunsttheoretiker. Seine zum großen Teil in den 1920er und 1930er Jahren entstandenen Arbeiten zu Texttheorie, Dialogizität, Chronotopos und Intertextualität entfalteten erst seit seiner Wiederentdeckung in den 1960er Jahren ihre Wirkung auf Literaturwissenschaft, Philosophie und Medienwissenschaft. Heute gilt Bachtin als einer der bedeutendsten Literaturtheoretiker des 20. Jahrhunderts.

## Leben
Michail Bachtin wuchs in Orjol, Wilna und Odessa auf. Er studierte, gemeinsam mit seinem älteren Bruder Nikolai Bachtin (1894–1950), in Odessa und Sankt Petersburg. Ab 1918 war er als Lehrer in Newel tätig und wechselte 1920 nach Witebsk, wo er 1921 Jelena Alexandrowna Okolowitsch (1901–1971) heiratete. Seit 1924 lebte er in Leningrad.
In den 1920er Jahren gehörte Bachtin zu einem (heute als Bachtin-Kreis bezeichneten) Leningrader Zirkel von Literaturtheoretikern. Viele der damals entstandenen Essays dieses Kreises, so u. a. von Pawel Medwedew (1891–1938) und Walentin Woloschinow (1895–1936), stehen unter starkem Einfluss der Ideen Bachtins. Bachtins eigene Werke dieser Zeit wurden zum großen Teil erst seit den 1960er Jahren veröffentlicht. Dazu gehörten sein Formalismus-Essay Das Problem von Inhalt, Material und Form im Wortkunstschaffen (1924) und seine Studie Autor und Held in der ästhetischen Tätigkeit (1924–1927). Aufsehen erregte sein 1929 veröffentlichtes Buch Probleme der Kunst Dostojewskis. Bachtin entwickelte darin die in der westlichen Literaturwissenschaft bis heute populäre These, dass das grundlegende Strukturprinzip von Dostojewskis großen Romanen in Polyphonie und Dialogizität bestehe.
Ende 1929 wurde Bachtin von Stalin nach Kustanai in Kasachstan verbannt, wo er bis Mitte der 1930er Jahre als Buchhalter arbeitete. Ab 1936 lebte er dann (mit Unterbrechungen) in Verbannung in Saransk in Mordwinien, wo er bis zu seiner Pensionierung 1961 als Lehrer am Pädagogischen Institut arbeitete.
Trotz der widrigen Umstände der 1930er Jahre war die Zeit seiner Verbannung und des Stalinschen Terrors Bachtins produktivste Phase: Er begann seine Arbeiten zur Romantheorie, die in den Essays Das Wort im Roman (1934/1935), Formen der Zeit und des Chronotopos im Roman (1937/1938), Aus der Vorgeschichte des Romanwortes (1940) und Epos und Roman. Zur Methodologie der Romanforschung (1941) resultierten. Des Weiteren schrieb er zwischen 1936 und 1938 ein Buch über die Geschichte des Bildungsromans und seine Bedeutung für die Entwicklung des Realismus. Das vom Verlag bereits angenommene Manuskript verbrannte 1941 während der deutschen Invasion der Sowjetunion, die bei Bachtin verbliebenen Vorstudien verwendete er angeblich als Zigarettenpapier während des Krieges; allerdings blieben einige Fragmente erhalten und wurden später veröffentlicht.
Im Jahr 1940 reichte er beim Moskauer Maxim-Gorki-Literaturinstitut seinen berühmten Rabelais-Text als Dissertation ein. Dieses erst 1965 in veränderter Form als Rabelais und seine Welt. Volkskultur als Gegenkultur veröffentlichte Werk war Mittelpunkt einer wissenschaftlichen Kontroverse in den 1940ern; 1951 erhielt Bachtin dafür den Titel eines Kandidaten der Wissenschaften (entspricht einem deutschen Doktorgrad). In der Studie entwickelte Bachtin den Begriff der „Lachkultur“ und das kulturhistorische „Konzept der Karnevalisierung“: Die Karnevalszeit als Ventil in einer Gesellschaft, als geduldeter Tabubruch und wichtiger Bestandteil in der von festen Verhaltensmustern und Konventionen geprägten Kultur des Mittelalters. Der alle Schichten erfassende Tabubruch trägt dazu bei, dass die Grenze zwischen Hoch- und Populärkultur zeitweise aufgehoben wird – für Bachtin ein Merkmal der Renaissanceliteratur insgesamt.
Zu den wichtigsten nach 1945 entstandenen Werken Bachtins zählen der Essay Probleme der Sprachgenres, den er vermutlich um 1953/1954 als Reaktion auf die Neuorientierung der sowjetischen Sprachwissenschaft nach Stalins Veröffentlichung Der Marxismus und die Fragen der Sprachwissenschaft (1950) schrieb, sowie Das Problem des Textes (1959–1961).
Im Jahr 1963 veröffentlichte Bachtin die erweiterte und veränderte 2. Auflage seines Dostojewski-Buchs (nun unter dem Titel Probleme der Poetik Dostoevskijs). Erst seit dieser Zeit wurden seine bahnbrechenden Werke auch in Frankreich und den USA verstärkt rezipiert. Insbesondere seine Position, dass alle kulturellen Hervorbringungen sich in einem Zeichenmaterial vergegenständlichen müssen („Körper-Zeichen“), dass also eine Abspaltung von Körpern (Gesten, Lauten usw.) und Zeichen nicht möglich sei, lenkte die Aufmerksamkeit auf die Materialität der Zeichen und unterschied ihn von Theorien anderer Semiotiker.
Ab Mai 1970 lebte Bachtin mit seiner Ehefrau in einem Altersheim bei Moskau, wo er 1975 starb.

## Werke
- Проблемы творчества Достоевского. Leningrad 1929. Die 2., erweiterte Auflage erschien 1963 unter dem Titel Проблемы поэтики Достоевского.
  - deutsche Ausgabe: Probleme der Poetik Dostojevskijs. Hanser, München 1971, ISBN 3-446-11402-5.
- Творчество Франсуа Рабле и народная культура средневековья и Ренессанса. Moskau 1965 (geschrieben 1940).
  - deutsche Ausgabe: Rabelais und seine Welt. Volkskultur als Gegenkultur. Herausgeberin u. Vorwort: Renate Lachmann. Aus dem Russischen übersetzt von Gabriele Leupold. Suhrkamp, Frankfurt am Main 1987, ISBN 3-518-04708-6.
- Вопросы литературы и эстетики. Moskau 1975. (Enthält u. a. die Texte: Das Wort im Roman, Formen der Zeit und des Chronotopos im Roman und Epos und Roman. Zur Methodologie der Romanforschung.)
  - deutsche, veränderte Ausgabe: Untersuchungen zur Poetik und Theorie des Romans. Aufbau-Verlag, Berlin/Weimar 1986. Später als: Formen der Zeit im Roman. Untersuchungen zur historischen Poetik. Fischer, Frankfurt am Main 1989, ISBN 3-596-27418-4 . Deutsche Neuausgabe von Formen der Zeit und des Chronotopos im Roman unter dem Titel: Chronotopos. Suhrkamp, Frankfurt am Main 2008, ISBN 978-3-518-29479-6.
- К философии поступка. Moskau 1986. (Fragment eines längeren geplanten Textes von 1919.)
  - englische Ausgabe: Toward a Philosophy of the Act. Übersetzung v. Vadim Liapunov. University of Texas Press, Austin 1993, ISBN 0-292-76534-7.
  - deutsche Ausgabe: Zur Philosophie der Handlung. Aus dem Russischen von Dorothea Trottenberg; mit Anmerkungen und einem Vorwort von Sylvia Sasse. Matthes & Seitz, Berlin 2011, ISBN 978-3-88221-542-7.
- Эстетика словесного творчества. Moskau 1986. (Enthält u. a. Autor und Held in der ästhetischen Tätigkeit, Probleme der Sprachgenres und Das Problem des Textes.)
  - deutsche Ausgabe von Autor und Held in der ästhetischen Tätigkeit: Suhrkamp, Frankfurt am Main 2008, ISBN 978-3-518-29478-9. (Auf Deutsch bereits 1979 erschienen in Kunst und Literatur Heft 6 und 7)

Sammelbände (deutsch)
- Literatur und Karneval. Zur Romantheorie und Lachkultur. Hanser, München 1969. (Enthält den Rabelais-Text und den Dostojewski-Text.)
- Die Ästhetik des Wortes. Hrsg. von Rainer Grübel. Suhrkamp, Frankfurt am Main 1979, ISBN 3-518-10967-7. (Enthält u. a. Das Problem von Inhalt, Material und Form im Wortkunstschaffen von 1924.)

Sammelbände (englisch)
- The Dialogic Imagination. 1981. (Enthält die vier Texte zu Chronotopos und Heteroglossie: Epic and Novel; From the Prehistory of Novelistic Discourse; Forms of Time and of the Chronotope in the Novel; Discourse in the Novel.)
- Speech Genres and Other Late Essays. 1986. (Enthält 6 Essays: Response to a Question from the Novy Mir Editorial Staff; The Bildungsroman and Its Significance in the History of Realism; The Problem of Speech Genres; The Problem of the Text in Linguistics, Philology, and the Human Sciences: An Experiment in Philosophical Analysis; From Notes Made in 1970–71; Toward a Methodology for the Human Sciences.)